# Persoonsvorm
De persoonsvorm (verbum finitum) is in de redekundige ontleding een vorm van het werkwoord die in persoon en getal (enkelvoud vs. meervoud) met het onderwerp overeenstemt en in een andere tijd kan worden overgebracht.
De persoonsvorm is een onderdeel van het gezegde. Samen met het onderwerp vormt de persoonsvorm nog een syntactische eenheid, de zinskern.
Een hoofdzin en een niet-beknopte bijzin bevatten vrijwel altijd een persoonsvorm.

## De persoonsvorm vinden (Nederlands)
Bij het vragend maken van de zin komt de persoonsvorm vooraan te staan:
- Jij hebt hem nooit met rust gelaten.
  - Heb jij hem nooit met rust gelaten?
- Zij heeft een baaldag en blijft daarom vandaag thuis.
  - Heeft zij een baaldag en blijft zij/ze[1] daarom vandaag thuis?

Voornoemde methode werkt echter niet wanneer de zin met een vragend voornaamwoord begint.
Een andere methode is de zin in een andere tijd te zetten. Het gewijzigde woord is de persoonsvorm (nuttig bij bijzinnen, omdat er dan minstens twee persoonsvormen zijn):
- Hij vindt haar nogal eigenwijs.
  - Hij vond haar nogal eigenwijs.
- Maar ze zou grinniken, als hij het haar verweet.
  - Maar ze zal grinniken, als hij het haar verwijt.

Deze methode gaat echter niet op bij bepaalde type zinnen, zoals die in de gebiedende wijs (waarin de persoonsvorm overigens in het algemeen reeds het eerste woord van de zin is). 
De laatste methode is het veranderen van de zin van het enkelvoud naar het meervoud, of andersom. Het werkwoord dat dan samen met het onderwerp verandert, is de persoonsvorm in de zin: 
- Hij houdt van fietsen.
  - Zij houden van fietsen.
- Zijn jullie vandaag thuis?
  - Is hij vandaag thuis?

## Andere talen
In andere talen kan dit anders zijn.
In het Esperanto - en eigenlijk in alle kunsttalen die ontworpen zijn om eenvoudig leerbaar te zijn - is de persoonsvorm voor alle personen, enkelvoud en meervoud, dezelfde. Dat geldt ook in het Afrikaans, waarin bovendien de  verleden tijd geheel anders is, afgeleid van de voltooide tijd in het Nederlands: ek het gelees.
Het Fins heeft persoonsvormen zoals het Nederlands (d.w.z. het werkwoord is afhankelijk van de persoon en de tijd) maar in een ontkennende zin verandert het ontkennende partikel naar de persoon.
onderwerp · gezegde · persoonsvorm · zinskern · lijdend voorwerp · meewerkend voorwerp · belanghebbend voorwerp · voorzetselvoorwerp · handelend voorwerp · ondervindend voorwerp · oorzakelijk voorwerp · bepaling van gesteldheid · bijwoordelijke bepaling · bijvoeglijke bepaling